# Ray Straw
Raymond Straw, detto Ray (Ilkeston, 22 maggio 1933 – 13 maggio 2001), è stato un calciatore inglese, di ruolo attaccante.

## Carriera
Dopo aver giocato con i semiprofessionisti dell'Ilkeston Town, club della sua città natale, nel 1951, all'età di 18 anni, ha esordito tra i professionisti giocando una partita nella prima divisione inglese con il Derby County; nella stagione 1952-1953 gioca invece con maggiore continuità, realizzando 4 reti in 15 presenze sempre nel medesimo campionato, che il club bianconero termina però con una retrocessione in seconda divisione. Nei tre anni seguenti, trascorsi in questa categoria, Straw continua a far parte della rosa dei Rams, giocando però con poca continuità (anche a causa del servizio militare nelle prime due stagioni nella nuova categoria). Dalla stagione 1955-1956, trascorsa in terza divisione, diventa invece titolare: in particolare, nella stagione 1956-1957 eguaglia il record societario di 37 reti in un singolo campionato (stabilito da Jack Bowers durante la stagione 1930-1931), vincendo tra l'altro sia il titolo di capocannoniere del campionato che il campionato stesso, con conseguente promozione in seconda divisione del Derby County.
Straw tuttavia nell'estate del 1957 lascia dopo sei stagioni (con 57 reti segnate in 94 presenze) i Rams, per passare al Coventry City allenato da Billy Frith, a sua volta militante in terza divisione; la stagione 1957-1958 è però negativa per gli Sky Blues, che a partire dall'anno seguente complice una riforma dei campionati si ritrovano a militare nella neonata Fourth Division (campionato di quarta divisione): Straw contribuisce a conquistare l'immediata promozione in terza divisione (nel frattempo divenuta a girone unico con il nome di Third Division) e continua poi a militare in tale torneo fino al termine della stagione 1960-1961, senza più raggiungere i picchi realizzativi toccati nella sua ultima annata al Derby County ma segnando comunque con regolarità: tra il 1957 ed il 1961 totalizza infatti 143 presenze e 79 reti con il Coventry City (per una media appena inferiore alle 20 reti a campionato). Si trasferisce infine al Mansfield Town: la sua esperienza con gli Stags, trascorsa integralmente in quarta  divisione, non è fortunata come le precedenti, dal momento che segna in totale 12 reti in 44 presenze, per poi nel 1964 ritirarsi, all'età di soli 31 anni, dopo un'ultima stagione con i semiprofessionisti del Leamington.
In carriera ha totalizzato complessivamente 281 presenze e 148 reti nei campionati della Football League; curiosamente, Straw fu anche il primo (ed uno dei pochissimi) giocatori ad aver giocato almeno una partita in ogni singola divisione mai esistita nei tornei organizzati dalla Football League stessa, oltre che il primo a segnare almeno una rete in ciascuno dei medesimi tornei (oltre a First, Second, Third e Fourth Division, ha infatti giocato anche nella Third Division North e nella Third Division South quando esse erano entrambi tornei di terzo livello).

## Palmarès

### Club

#### Competizioni nazionali
- Third Division North: 1

Derby County: 1956-1957

### Individuale
- Capocannoniere della Third Division North: 1

1956-1957 (37 reti)